# Сака Аквей
Сака́ Акве́й (Saka Akwei; *1928 — †?) — ганський композитор та драматург.
Освіту здобував у США. В 1960 році в Гані створив напівпрофесійну театральну трупу «Дамас хор». В 1961 році поставив музично-танцювальну драму «Обадзенг», присвячену боротьбі з неповагою та релігійним консерватизмом (в 1961 році показана на гастролях у Москві). В інших постановках («Зниклі рибалки», 1963; «Бо монг», 1964) виступав автором музики й тексту.